# تلوث وراثي
التلوث الوراثي (بالإنجليزية: Genetic pollution)‏ هو انتقال غير محبذ لجين معين من تجمع إلى تجمع آخر غريب عنه  ، عادة ما يشير هذا المصطلح إلى انتقال جين من كائنات معدلة وراثياً إلى أخرى غير معدلة وراثياً، ويستخدم البيولوجيون المحافظون هذا المصطلح في الحديث عن انتقال الجينات من الكائنات الحية المستأنسة أو المروضة إلى الأنواع البرية. كما ويمكن تعريف التلوث الوراثي بأنه  انسياب جينات مطلق وغير مرغوب فيه إلى داخل الحيوانات البرية.

## تقدم تقنيات التعديل الوراثي وتأثيرها على البيئة
التقدم الحديث في الهندسة الوراثية زاد من الجدل حول التلوث الوراثي، حيث أثارت تقنيات تحرير الجينات مثل CRISPR-Cas9 قلقًا بشأن انتشار الجينات المعدلة بشكل غير مقصود في النظم البيئية الطبيعية. واحدة من الحالات الملحوظة هي استخدام البعوض المعدل وراثيًا لمكافحة الأمراض مثل الملاريا وزيكا، ورغم الفوائد المحتملة لهذه البعوض، إلا أن هناك مخاوف من العواقب غير المقصودة عند إطلاقها في البرية. وقد أظهرت الدراسات أنها يمكن أن تتزاوج مع السكان البريين وتنقل جيناتها المعدلة، مما يبرز ضرورة تقييم المخاطر ووضع بروتوكولات مراقبة صارمة.

## الاستخدام
- لطالما استخدم كل من علماء حفظ البيئة ودعاة حركة حفظها مصطلح التلوث الجيني لوصف انسياب الجينات من الأنواع المستأنسة والوحشيّة والأنواع المدخلة (المستقدمَة) أو الأنواع المجتاحة إلى حيوانات برية متوطنة.
- ارتبط هذا المصطلح مؤخرا بانسياب الجينات من عضيات معدلة أو مهندسة وراثيا إلى عضيات أخرى لم تخضع للهندسة أو التعديل الوراثي.[1][2]

### استجابات مبتكرة لمعالجة التلوث الوراثي
إن التقاطع بين التلوث الوراثي وقضايا حفظ التنوع البيولوجي قد دفع إلى استخدام أساليب مبتكرة للتخفيف من تأثيره، بما في ذلك تقنيات مثل الدفعة الجينية التي يمكن أن تنتشر بها الصفات الجينية المرغوبة في السكان أو حتى تقودها إلى الانقراض. وبالرغم من الفوائد المحتملة للدفعة الجينية، إلا أنها تثير مخاوف أخلاقية وبيئية بسبب إمكانية حدوث عواقب غير مقصودة، مما يؤكد على أهمية التعاون بين التخصصات المختلفة ووجود إطار تنظيمي قوي.

## الأنواع الدخيلة
بينما استخدم مصطلح التلوث الجيني في مجال الزراعة ونظام الزراعة الحراجي وتربية الحيوان لوصف انسياب جينات غير مستحب بين الأنواع المهندسة وراثيا وبين الأنواع البرية القريبة لها، فإنه فلطالما استخدم علماء الحفاظ على البيئة ودعاة حركة هذا الحفاظ نفس المصطلح لوصف انسياب جيني غير مرغوب من الأنواع المدجنّة والوحشيّة والأنواع المدخلة (المستقدمة) أو الأنواع الدخيلة إلى حيوانات برية متوطنة أو فطرية.
على سبيل المثال، تمثل منظمة ترافيك (بالإنجليزية: TRAFFIC) الشبكة العالمية لمراقبة التجارة في الحياة البرية حيث تعمل هذه الشبكة على التأكد من أن المتاجرة في النباتات والحيوانات البرية لا تشكل تهديدا لحفظ الطبيعة. تروج هذه الشبكة للوعي بالآثار الضارة للأنواع المدخلة التي يتم تقديمها في الطبيعة والتي قد «تهجن مع الأنواع الأصلية مما يسبب حدوث التلوث البيئي». أما اللجنة المشتركة للحفاظ على الطبيعة (وتعرف اختصارا بـ JNCC) فتعمل كمستشار قانوني لحكومة المملكة المتحدة والحفاظ البيئي الدولي على الطبيعة. ويساهم عملها في حفظ وإثراء التنوع الحيوي والتثقيف حول الآثار الضارة لتقديم الأنواع المدخلة أو المستقدمة. وفي هذا السياق تتلخص الاستشارة التي تقدمها هذه اللجنة في أن الأنواع المدخلة:
"ستعمل على تعديل بركة الجينات (وهي عملية تدعى بالتلوث الجيني) وهو تغيير لا رجعة فيه.”

## تأثير التلوث الجيني على الأنواع المهددة بالانقراض
إن الوصول إلى تسوية بخصوص نبتة برية معينة أو فصائل حيوانية مهددة بالانقراض قد يكون له أثر محدد في حالة هذه التجمعات القريبة ذات الصلة من الأصناف المهددة. مثال على ذلك هو الكلب البري الإفريقي المهدد بالانقراض حيث إن حالة الحفاظ عليه قد تم تقويضها ليس بفعل خسارة الموطن الطبيعي الذي يعيش فيه فقط بل بسبب خليط من انسياب الجينات من الكلبيات المدجنة وذلك عند تهجين الكلاب المستأنسة التي ترافق التجمعات البشرية مع الفصائل البرية.

## الهندسة الوراثية
يظهر استخدام مصطلح التلوث الجيني بهذا المعنى في وقت لاحق في تقييم واسع النطاق للأخطار البيئية المحتمل حدوثها بسبب الهندسة الوراثية في مجلة عالم البيئة في يوليو 1989 نسخة محفوظة 28 يوليو 2011 على موقع واي باك مشين.. وقد اشتهر هذا التقييم أيضا عندما أشار إليه البيئي جيرمي ريفيكين في كتابه الذي نشر عام 1998 بعنوان قرن التكنولوجيا الحيوية.
، بينما يوصف تهجين السلالات المقصود بين نوعين مختلفين وراثيا بالتهجين مع الانجبال الداخلي المتعاقب للجينات، استخدم ريفكين والذي لعب دورا رائدا في الجدال الأخلاقي حول التلوث الوراثي لحوالي عقد من الزمن مصطلح التلوث الجيني لوصف المخاطر التي قد تحصل نتيجة لعملية تعديل وراثي غير مقصودة تقوم خلالها الكائنات المعدلة وراثيا بتوزيع جيناتها داخل البيئات الطبيعية عن طريق التزاوج مع النباتات أو الحيوانات البرية.
و تعرف منظمة الأغذية والزراعة (الفاو) التلوث الوراثي على أنه: :“الانتشار غير المنظم للمعلومات الجينية (ترانسجينوم) إلى الشيفرة الجينية لكائنات لم تكن تحوي هذه المعلومات الجينية من قبل”
يوجد سجل للتلوث الجيني منذ عام 2005 وتم إطلاقه من أجل منظمتي جين واتش البريطانية والسلام الأخضر الدولية ويقوم هذا السجل بتوثيق كل الحوادث المتعمدة أو الإطلاق غير المتعمد  للكائنات المعدلة وراثيا.
تمت دراسة 4 محاصيل مختلفة خلال 10 سنوات ولم يثبت أن أيا من هذه الكائنات التي تم تعديلها وراثيا هي دخيلة أو أكثر ثباتا من نظيرتها التقليدية. كثيرا ما يتم الاستشهاد مثلا على حالات التلوث الجيني بالاكتشاف الشهير للجينات المتقولة من الذرة المحورة وراثيا في أصناف الذرة البلدية في أواكساكا في المكسيك وتمتع التقرير الذي أصدرته كويست وكابيلا  منذ ذلك الحين بمصداقية تقوم على أسس منهجية.
توصلت المجلة العلمية التي نشرت الدراسة أول مرة إلى نتيجة مفادها أن: «الدليل الموجود ليس كافيا لتبرير نشر الورقة العلمية الأولى»، وقد خلصت محاولات أخرى حديثة حاولت تكرر الدراسات الأصلية إلى أن الذرة التي حورت وراثيا قد اختفت من منطقة جنوب المكسيك في عامي 2003 و2004. لطالما شكّل الغرض من المحاصيل المحورة وراثيا وهو المساعدة في تطوير القابلية وحالة مخزون العالم من الغذاء نوعا من الصراع مع العموم ومع المخاوف الصحية التي أثيرت بخصوص سلامة الغذاء في المنتج الذي يتم استهلاكه أخيرا.
كشفت دراسة أجريت قرب حقل أوريغون التجريبي على نوع محور وراثيا من أعشاب البنتاجراس الزاحفة (باللاتينية: لأغروستيس الرئدي) أن الجينات وسماتها المرتبطة بها (مثل المقاومة لمبيدات الگلايفوسيت) يمكن أن تنتقل عن طريق تلقيح الرياح للنباتات المستوطنة من أصناف الأغروستيس المختلفة حتى على بعد 14 كم من منطقة الاختبار. في عام 2007، وافقت شركة سكوتس المنتجة للبنتاجراس المحور وراثيا على دفع غرامة مدنية بلغ مقدارها 500,000 دولارا أمريكيا لمنظمة الغذاء الأمريكية (USDA). زعمت المنظمة أن الشركة «فشلت في إدارة تجربة في حقل أوريغون الاختباري في عام 2003 بطريقة تؤكد أنه لا عشب البنتاجراس الزاحف الملائم لمبيدات الگلايفوسيت ولا أنساله قد تستمر في الحياة في البيئة».

## التلوث الوراثي مصطلح مثير للجدل
سواء أكان هناك جدل بأن التلوث الجيني أو المصطلحات المشابهة له مثل «التدهور الوراثي» و«الغمر الجيني» و«الاستيلاء الجيني» و«العدوان ÀČČČ» هي وصف علمي مناسب لأحيائية الأصناف الدخيلة فإن كلا من هايمر وسيمبيلروف يجادلان بأن هذه المصطلحات:
«... تفترض بأن الهجائن أقل قدرة على التوائم من آبائها وهي ليست بغيتنا أو أن هناك قيمة متوارثة في بركة الجينات» النقية"".
يوصي هذان الاثنان بأن يدعى انسياب الجينات من الأصناف الدخيلة بالخليط الجيني بما أن:
“ «الخلط قد لا يحتاج إلى أن يتم إجراء انحياز قيمي له ونستخدمه هنا للإشارة إلى خلط بركات الجين سواء أترافق ذلك أم لم يترافق مع انخفاض في الكفاءة».
يشكك علماء البيئة مثل باتريك مور وهو عضو سابق ومؤسس في منظمة السلام الأخضر في كون الغرض من وراء مصطلح التلوث الوراثي سياسيا أكثر منه علميا. حيث يعتبر أن المصطلح يثير مشاعر عاطفية تجاه الموضوع. وعلق مور على المسألة في إحدى المقابلات  بقوله:
«إن أخذت في الاعتبار مصطلحا شائعا في هذه الأيام وهو مصطلح» التلوث الوراثي«أو ما يسمى بالتلوث الجيني فإنه مصطلح إعلامي وليس تقنيا أو علميا. إن كلمة تلوث هي أحكام قيمة. إن استخدام كلمة» وراثي«يعطي العامة انطباعا بأنهم يتحدثون عن أمر علمي أو تقني-كما لو وجد أمر كهذا يعبّر عن الجينات التي تصل إلى حد التلوث»